# بکسار (آرکانزاس)
بکسار (به انگلیسی: Bexar) یک منطقهٔ مسکونی در ایالات متحده آمریکا است که در شهرستان فولتن، آرکانزاس واقع شده‌است. بکسار ۲۷۰٫۰۶ متر بالاتر از سطح دریا واقع شده‌است.